# 장흥초등학교 (전남)
장흥초등학교는 대한민국 전라남도 장흥군 장흥읍 건산리에 있는 공립 초등학교이다.

## 학교 연혁
- 1905년 9월 8일 사립 명진학교 개교(기양리)
- 1909년 5월 1일 창명학교로 개명(남외리)
- 1911년 6월 15일 장흥공립보통학교(4년제)로 개편
- 1921년 4월 1일 6년제 인가
- 1937년 10월 18일 현 위치로 이전
- 1938년 4월 1일 장흥대화(大和)공립심상소학교로 개편
- 1941년 4월 1일 장흥대화(大和)공립국민학교로 개칭
- 1946년 8월 31일 장흥공립국민학교로 명칭 변경
- 1950년 4월 1일 장흥국민학교로 개명
- 1996년 3월 1일 장흥초등학교로 개칭
- 2000년 3월 1일 장흥동초등학교 통합
- 2018년 3월 1일 제26대 백남현 교장 부임
- 2020년 2월 7일 제110회 138명 졸업 (총 졸업생 수 21531명)

## 학교 상징
- 교화 - 철쭉 : 따스한 인정과 화사한 웃음
- 교목 - 향나무 : 늠름하고 야무지며 꿋꿋한 기상
- 교색 - 초록 : 풍요로운 마음으로 꿈을 키움

## 참고 문헌
- 장흥초등학교 - 한국교육학술정보원 학교알리미

## 같이 보기
- 장흥초등학교 축구단